# 無垠之心
《無垠之心》是2023年冒险游戏，由Mojiken Studio开发、Toge Productions发行，对应任天堂Switch、PlayStation 4、PlayStation 5、Windows、Xbox One、Xbox Series X/S平台。
据Metacritic，游戏获得「总体好评」；据OpenCritic统计，游戏获得94%媒体推荐。